# Шевченки (Зіньківська міська громада)
Шевче́нки —  село в Україні, у Зіньківській міській громаді Полтавського району Полтавської області. Населення становить 117 осіб. До 2020 орган місцевого самоврядування — Кирило-Ганнівська сільська рада.

## Географія
Село Шевченки знаходиться на одному з витоків річки Мужева Долина, нижче за течією примикає село Кирило-Ганнівка. Поруч проходить автомобільна дорога Т 1710 (Р42).

## Населення

### Мова
Розподіл населення за рідною мовою за даними перепису 2001 року:
| Мова       | Кількість | Відсоток |
| ---------- | --------- | -------- |
| українська | 115       | 98.29%   |
| російська  | 2         | 1.71%    |
| Усього     | 117       | 100%     |

## Історія
12 червня 2020 року, відповідно до розпорядження Кабінету Міністрів України № 721-р «Про визначення адміністративних центрів та затвердження територій територіальних громад Полтавської області», село увійшло до складу Зіньківської міської громади.
19 липня 2020 року, в результаті адміністративно - територіальної реформи та ліквідації Зіньківського району, село увійшло до складу новоутвореного Полтавського району Полтавської області.